# Arheološki park Pafos
Arheološki park Pafos (tudi Arheološki park Kato Pafos) vsebuje večji del pomembnega starogrškega in rimskega mesta in je v mestu Pafos na jugozahodu Cipra. Park, ki je še vedno v fazi izkopavanja, je znotraj dela obalnega mesta Nea Pafos (Novi Paphos).
Najdišče in spomeniki segajo od prazgodovine do srednjega veka. Med najpomembnejšimi doslej odkritimi ostanki so štiri velike in dovršene rimske vile: Dionizova hiša, Aionova hiša, Tezejeva hiša in Orfejeva hiša, vse z odlično ohranjenimi mozaičnimi tlemi, zlasti Orfejevim mozaikom. Poleg tega so izkopavanja odkrila agoro, asklepijon, baziliko, odeon in helenistično-rimsko gledališče ter nekropolo, znano kot "Kraljeve grobnice".
Nea Paphos je ena od treh komponent, ki sestavljajo arheološki kompleks Pafos, ki je bil leta 1980 vpisan na Unescov seznam svetovne dediščine  zaradi svojih izjemnih mozaikov in starodavnih ostankov ter njegovega zgodovinskega verskega pomena.

## Zgodovina
Nea Paphos je verjetno zgradil Nicocles, zadnji kralj Pafosa, ob koncu 4. st. pr. n. št. Do začetka 2. st. pr. n. št. je postalo glavno mesto otoka in nadomestilo Salamis v helenistični dobi pod Ptolemajci.

## Poljska izkopavanja v Pafosu
Arheološka odprava iz poljskega Centra za sredozemsko arheologijo Univerze v Varšavi je začela z delom pod vodstvom prof. Kazimierza Michałowskega junija 1965. Marmorna kipa Asklepija in Artemide (ki so jo častili v mestu) sta bila najdena na lokacijah v jugozahodnem delu Pafosa. Drugo odkritje je bil zaklad srebrnikov iz obdobja vladavine Filipa III. Makedonskega in Aleksandra Velikega. Naslednja direktorja poljskih odprav sta bila prof. Wiktor Andrzej Daszewski (1971–2007) in dr. Henryk Meyza (2008–2019). [4] Njihove ekipe so postopoma odkrile ogromno antično rezidenco (120 m dolgo in 80 m široko). Poimenovali so jo Tezejeva vila, ker so v njej našli mozaik, ki prikazuje bitko med Tezejem in Minotavrom. Leta 1983 so v hiši, ki je postala znana kot Aionova hiša, odkrili velik mozaik z upodobitvijo Aiona, boga časa in večnosti. Izkopanine zajemajo tudi tako imenovano »helenistično« hišo in zgodnjerimsko hišo. Poleg arheoloških raziskav odprava izvaja rekonstrukcijska in konservatorska dela.
Leta 2011 je projekt Paphos Agora začela skupina s Katedre za klasično arheologijo Inštituta za arheologijo Jagelonske univerze, ki jo je vodila prof. Ewdoksia Papuci-Władyka. Njihov glavni cilj je bilo iskanje helenistične agore, ki naj bi se skrivala pod rimsko. Leta 2015 se je začela nova faza projekta, s ciljem preučiti in rekonstruirati javni prostor agore ter infrastrukturo in gospodarsko dejavnost Pafosa.
Leto 2020 pomeni začetek skupnega projekta znanstvenega konzorcija, ki ga sestavljajo Jagelonska univerza, Poljski center za sredozemsko arheologijo Univerze v Varšavi in Varšavska tehnološka univerza. Projekt z naslovom »MA-P Maloutena in Agora v tlorisu Pafosa: modeliranje mestne krajine helenistične in rimske prestolnice Cipra« vodi prof. Ewdoksia Papuci-Władyka.

## Spomeniki

### Dionizova hiša
Ta izjemno bogata vila zavzema 2000 kvadratnih metrov, od katerih jih je 556 pokritih z mozaičnimi tlemi, okrašenimi z mitološkimi, klasičnimi in lovskimi prizori. Ime je dobila po bogu Dionizu, ki je prikazan na več mozaikih.
Njeni prostori so razporejeni okoli osrednjega dvorišča ali atrija, ki je deloval kot jedro hiše. Zgrajena je bila konec 2. stoletja našega štetja in je bila uničena in zapuščena po potresih v 4. stoletju našega štetja.
Helenistični prodnati mozaik, ki predstavlja mitsko morsko pošast Scilo iz starejše vile iz 3. st. pr. n. št., ki so ga našli pod rimsko vilo, je na ogled in situ.
- Tloris Dionizove hiše
- Apolon in Dafne
- Ikar
- Štirje letni časi
- Lovska scena

### Aionova hiša
Čeprav je Univerza v Varšavi izkopala samo tri sobe te velike vile, mozaična tla iz Aionove hiše veljajo za eno najbolj izjemnih del starorimske umetnosti, če ne celo za edino delo te vrste  in zagotovo eden najbolj zagonetnih, o katerem znanstveniki najbolj vneto razpravljajo. Izvira iz sredine 4. stoletja našega štetja in je dobila ime po bogu, prikazanem na sredini mozaika.
Glavni prostor je bil verjetno triklinij ali sprejemnica. Dva manjša prostora sta imela odlične geometrijske mozaike.
Glavni mozaik vsebuje 3 vodoravne okvirje s 5 ploščami, vse obdane z geometrijskim okvirjem.
Zid vile je bil najden zrušen v sosednjo ulico in je bil obnovljen.
- Načrt triklinija hiše Aion
- Rekonstruiran zid vile
- Dionizovo rojstvo
- Lepotno tekmovanje med Kasiopejo in nereidami
- Dionizovo zmagoslavje - Satir Skirtos ponuja sadje Dionizu
- Dionizov triumf - kentaver in menada

### Tezejeva  hiša
Ta izjemno velika vila je bila rezidenca rimskega prokonzula ali guvernerja in je bila razdeljena med prostore za uradne funkcije in tiste za zasebno uporabo. Ime vile izhaja iz čudovitega mozaika Tezeja in Minotavra, najdenega v jugovzhodni četrti. Vila je obsegala več inzul helenističnega tlorisa ulic.
Zgrajena je bila v 2. polovici 2. st. nad ruševinami prejšnjih hiš in je bil naseljen do 7. st. AD. Do sedaj je bila v celoti izkopana le južna polovica vile.
- Tezejeva hiša
- Tezejev mozaik
- Geometrijski mozaik
- Tezejeva hiša v arheološkem parku Pafos

### Orfejeva hiša
Ta vila leži zahodno od Tezejeve hiše. Mozaiki iz 3. stoletja našega štetja imajo tri mitološke upodobitve: Orfej in njegova lira, Herkul in Nemejski lev in Amazonka, vendar trenutno niso na ogled javnosti.

### Gledališče
Gledališče, ki je na severovzhodnem območju starodavnega mesta, je prvotno datirano v konec 4. stoletja pr. n. št. in ga Univerza v Sydneyju izkopava od leta 1995.
- Gledališče
- Bazilika Panagia Limeniotissa
- Odeon, 2. st. okoli 1200 sedežev
- Pafos - Agora